# 멜라니아 가비아디니
멜라니아 가비아디니(이탈리아어: Melania Gabbiadini, 1983년 8월 28일 ~ )는 이탈리아의 전 여자 축구 선수이다. 선수 시절 포지션은 공격수였으며, 이탈리아의 남자 축구 선수인 마놀로 가비아디니의 누나이기도 하다.

## 클럽 경력
2000년에 ACF 베르가모에 입단했으며 2001-02 시즌에서는 베르가모의 세리에 B 펨미닐레 우승을 이끌었다. 2004년부터 2017년에 은퇴할 때까지 세리에 A 펨미닐레 소속 클럽인 AGSM 베로나에서 활약하던 동안에는 베로나의 세리에 A 펨미닐레 5회 우승, 여자 코파 이탈리아 2회 우승, 여자 수페르코파 이탈리아 3회 우승에 기여했다. 2007-08 시즌에서는 베로나의 UEFA 여자 챔피언스리그 준결승전 진출에 기여했다.

## 국가대표 경력
2003년 4월 16일에 열린 네덜란드와의 친선 경기에 처음 출전하면서 이탈리아 여자 축구 국가대표팀 선수로 데뷔했다. UEFA 여자 유로 2009, UEFA 여자 유로 2013, UEFA 여자 유로 2017에 참가했고 특히 UEFA 여자 유로 2013에서는 대회 베스트 일레븐에 선정되었다.
2016년 2월 16일에는 이탈리아 레조넬에밀리아에서 열린 2016 UEFA 여자 챔피언스리그 결승전 홍보 행사에서 유럽 축구 연맹(UEFA)으로부터 A매치 100경기 이상 출전 기념 모자와 메달을 받았다. UEFA 여자 유로 2017을 끝으로 대표팀에서 은퇴했다.

## 수상

### 클럽
베르가모
- 세리에 B 펨미닐레 1회 우승 (2001-02)

AGSM 베로나
- 세리에 A 펨미닐레 5회 우승 (2004-05, 2006-07, 2007-08, 2008-09, 2014-15)
- 여자 코파 이탈리아 2회 우승 (2005-06, 2006-07)
- 여자 수페르코파 이탈리아나 3회 우승 (2005, 2007, 2008)

### 개인
- 세리에 A 펨미닐레 올해의 선수 4회 수상 (2012, 2013, 2014, 2015)
- UEFA 여자 유로 2013 대회 베스트 일레븐 선정
- 2016년 이탈리아 축구 연맹 선정 이탈리아 축구 명예의 전당 헌정